# Concejo d'Alava
Les concejos d'Alava sont des localités, des villages ou hameaux de la province d'Alava, disposant d'une certaine autonomie mais faisant partie d'une commune (municipio) et ayant donc une mairie (ayuntamiento) et un maire (Alcalde) en commun.
Au sein de la communauté autonome du Pays basque, l'Alava est la seule des trois provinces à avoir ce type de disposition. Cette subdivision existe également en Navarre.

## Liste desconcejosd'Alava
| Commune                                                | Concejo Nom officiel (Nom en basque ou en castillan) |
| ------------------------------------------------------ | --- |
| Alegría-Dulantzi                                       | - Alegría-Dulantzi (chef-lieu) - Egileta |
| Amurrio (chef-lieu)                                    | - Aloria - Artomaña - Baranbio - Delika - Larrinbe - Lekamaña - Lezama - Saratxo - Tertanga |
| Añana                                                  | - Salinas de Añana (Gesaltza Añana en basque) (chef-lieu) - Atiega (Atiaga en basque) |
| Aramaio (Ibarra, chef-lieu)                            | - Oleta |
| Armiñón                                                | - Armiñón (chef-lieu) - Estavillo |
| Arraia-Maeztu                                          | - Apellániz (Apinaiz en basque) - Atauri - Azáceta - Korres - Maeztu (Maestu en espagnol) (chef-lieu) - Onraita (Erroeta en basque) - Real Valle de Laminoria (Laminoriako Erret Harana en basque) - Róitegui (Erroitegi en basque) - Sabando - Vírgala Mayor (Birgara Goien en basque) |
| Arratzua-Ubarrundia                                    | - Arroiabe - Arzubiaga - Betolaza - Durana (chef-lieu) - Landa - Luko - Mendibil - Ullíbarri-Gamboa (Uribarri Ganboa en basque) - Ziriano - Zurbano (Zurbao en basque) |
| Artziniega (chef-lieu)                                 | pas de concejo |
| Asparrena (Araia, chef-lieu)                           | - Albeiz (Albéniz en espagnol) - Ametzaga - Andoin - Arriola - Egino - Gordoa - Ibarguren - Ilarduia - Urabain |
| Ayala-Aiara                                            | - Agiñaga - Añes - Arespalditza (Respaldiza en espagnol) (chef-lieu) - Costera-Opellora - Erbi - Etxegoien - Izoria - Lejarzo (Lexartzu en basque) - Llanteno - Luiaondo - Luxo (Lujo en espagnol) - Madaria - Maroño - Menagarai-Beotegi - Menoio - Murga - Olabezar - Ozeka - Quejana (Kexaa en basque) - Retes de Llanteno - Salmantón - Soxo (Sojo en espagnol) - Zuaza (Zuhatza en basque) |
| Baños de Ebro / Mañueta (chef-lieu)                    | pas de concejo |
| Barrundia                                              | - Audikana - Dallo - Elgea - Etura - Etxabarri Urtupiña - Gebara - Heredia - Hermua - Larrea - Marieta-Larrintzar - Matura - Mendixur (Mendíjur en espagnol) - Ozeta (Ozaeta en espagnol) (chef-lieu) |
| Berantevilla                                           | - Berantevilla (chef-lieu) - Lacervilla - Mijancas - Santa Cruz del Fierro - Santurde - Tobera |
| Bernedo                                                | - Angostina - Arluzea - Bernedo (chef-lieu) - Markinez - Navarrete - Okina - Quintana - San Román de Campezo (Durruma Kanpezu en basque) - Urarte - Urturi - Villafría |
| Campezo (Kanpezu en basque)                            | - Antoñana - Bujanda - Orbiso - Oteo - Santa Cruz de Campezo (Santikurutze Kanpezu en basque) (chef-lieu) |
| Elburgo-Burgelu                                        | - Añua - Arbulo (Arbulu en basque) - Argomaniz - Elburgo-Burgelu (chef-lieu) - Gazeta - Hijona (Ixona en basque) |
| Elciego (chef-lieu) (Eltziego en basque)               | pas de concejo |
| Elvillar (chef-lieu) (Bilar en basque)                 | pas de concejo |
| Erriberagoitia (Ribera Alta en espagnol)               | - Antezana de la Ribera - Anuntzeta (Anúcita en espagnol) - Arreo - Artaza-Escota - Barrón - Basquiñuelas - Caicedo-Sopeña - Hereña - Lasierra - Leciñana de la Oca - Morillas - Ormijana - Paúl - Pobes (chef-lieu) - Subijana-Morillas - Tuyo - Villabezana - Villaluenga - Villambrosa - Viloria                                                                                             |
| Harana-Valle de Arana                                  | - Alda (chef-lieu) - Kontrasta - San Vicente de Arana (Done Bikendi Harana en basque) - Ullíbarri-Arana (Uribarri Harana en basque) |
| Iruña Oka (Iruña de Oca en espagnol)                   | - Montevite (Mandaita en basque) - Nanclares de la Oca (Langraiz Oka en basque) (chef-lieu) - Ollávarre (Olabarri en basque) - Trespuentes - Víllodas (Billoda en basque) |
| Iruraiz-Gauna (Iruraitz-Gauna en basque)               | - Alaitza - Arrieta - Azilu (chef-lieu) - Erentxun - Ezkerekotxa - Gauna - Gazeo - Gereñu - Jauregui - Langarika - Trokoniz |
| Kripan (chef-lieu) (Cripán en espagnol)                | pas de concejo |
| Kuartango (Cuartango en espagnol)                      | - Anda - Aprikano - Etxabarri-Kuartango - Jokano - Luna - Marinda - Sendadiano - Urbina Eza - Uribarri-Kuartango - Zuhatzu Kuartango, (chef-lieu) |
| Labastida-Bastida (chef-lieu)                          | - Salinillas de Buradón (Gatzaga Buradon en basque) |
| Lagrán                                                 | - Lagrán (chef-lieu) - Pipaón - Villaverde |
| Laguardia (chef-lieu) (Guardia en basque)              | - Páganos |
| Lanciego (chef-lieu) (Lantziego en basque)             | pas de concejo |
| Lantarón                                               | - Alcedo - Bergonda (Bergüenda en espagnol) - Caicedo-Yuso - Comunión (Komunioi en basque) (chef-lieu) - Fontecha - Leciñana del Camino (Leziñana en basque) - Molinilla - Puentelarrá (Larrazubi en basque) - Salcedo - Sobrón - Turiso - Zubillaga |
| Lapuebla de Labarca (chef-lieu)                        | pas de concejo |
| Laudio-Llodio (chef-lieu)                              | pas de concejo |
| Legutio (Villarreal de Álava en espagnol)              | - Elosu - Goiain - Legutio (chef-lieu) - Urbina - Urrunaga |
| Leza (chef-lieu)                                       | pas de concejo |
| Moreda de Álava-Moreda Araba (chef-lieu)               | pas de concejo |
| Navaridas (chef-lieu)                                  | pas de concejo |
| Okondo (Oquendo en espagnol) Eskauriatza (chef-lieu)   | pas de concejo |
| Oyón-Oion (chef-lieu)                                  | - Barriobusto (Gorrebusto en basque) - Labraza |
| Peñacerrada-Urizaharra                                 | - Barola (Baroya en basque) - Faidu (Faido en espagnol) - Loza - Montoria - Payueta (Pagoeta en basque) - Peñacerrada-Urizaharra (chef-lieu) |
| Ribera Baja-Erribera Beitia                            | - Igay - Manzanos - Melledes - Quintanilla de la Ribera - Rivabellosa (chef-lieu) - Rivaguda |
| Salvatierra-Agurain (chef-lieu)                        | pas de concejo |
| Samaniego (chef-lieu)                                  | pas de concejo |
| San Millán-Donemiliaga                                 | - Adana - Aspuru (Axpuru en basque) - Bikuña - Durruma (San Román de San Millan en espagnol) - Eguilaz (Egilatz en basque) - Galarreta - Luzuriaga - Mezkia - Munain - Narbaiza - Okariz - Ordoñana (Erdoñana en basque) (chef-lieu) - Txintxetru - Ullibarri-Jauregi (Uribarri-Jauregi en basque)                                                                                              |
| Urkabustaiz (Urcabustaiz en espagnol)                  | - Abezia - Abornikano - Beluntza - Goiuri-Ondona - Inoso - Izarra (chef-lieu) - Larrazketa - Oiardo - Untzaga-Apregindana (Unzá-Apreguíndana en espagnol) - Uzkiano |
| Valdegovía-Gaubea                                      | - Acebedo - Bachicabo - Barrio - Basabe - Bóveda - Caranca y Mioma - Corro - Espejo - Fresneda - Guinea - Gurendes-Quejo - Karkamu - Nograro - Osma - Pinedo - Quintanilla - Tobillas - Tuesta - Valderejo - Valluerca - Villamaderne - Villanañe - Villanueva de Valdegovía (Uribarri Gaubea en basque) (chef-lieu)                                                                            |
| Villabuena de Álava-Eskuernaga (chef-lieu)             | pas de concejo |
| Yécora-Iekora (chef-lieu)                              | pas de concejo |
| Zalduondo (chef-lieu) (Zalduendo de Álava en espagnol) | pas de concejo |
| Zambrana (Zanbrana en basque)                          | - Berganzo - Ocio - Portilla (Zabalate en basque) - Zambrana (Zanbrana en basque) (chef-lieu) |
| Zigoitia (Cigoitia en espagnol)                        | - Acosta-Okoizta - Apodaka - Berrikano - Buruaga - Eribe - Etxabarri Ibiña - Etxaguen - Gopegi - Larrinoa - Letona - Manurga - Mendarozketa - Murua - Olano - Ondategi (chef-lieu) - Zaitegi - Zestafe |
| Zuia (Zuya en espagnol)                                | - Ametzaga - Aperregi - Bitoriano - Domaikia - Guillerna (Gilierna en basque) - Jugo - Lukiano - Markina - Murgia (chef-lieu) - Sarría - Zarate |

Légende : en gras le chef-lieu

## Liste desconcejosde la commune de Vitoria-Gasteiz
| Zone rurale                               | Concejo Nom officiel (Nom en basque ou en castillan) |
| ----------------------------------------- | --- |
| Zone Rurale Est de Vitoria-Gasteiz        | - Aberasturi - Andollu - Arkaute - Arkaia - Argandoña - Askarza - Betoño - Bolibar - Elorriaga - Gamiz - Ilarratza - Jungitu-Junguitu - Lubiano - Matauco - Oreitia - Otazu - Ullibarri-Arrauza - Uribarri Nagusia-Ullibarri de los Olleros - Villafranca - Zerio |
| Zone Rurale Nord-Ouest de Vitoria-Gasteiz | - Amarita - Antezana - Arangiz-Aránguiz - Astegieta - Krispiñana-Crispijana - Estarrona - Foronda - Gamarra Mayor-Gamarra Nagusia - Gamarra Menor-Gamarra Gutxia - Gobeo - Gereña - Oto Barren-Hueto Abajo - Hueto Arriba-Oto Goien - Legarda - Lopidana - Martioda - Mendiguren - Mendoza - Miñano Mayor-Miñano Goien - Miñano Menor-Miñao Gutxia - Erretana - Uribarri Dibiña-Ullibarri Viña - Ihurre-Yurre |
| Zone Rurale Sud-Ouest de Vitoria-Gasteiz  | - Aretxabaleta - Ariñez - Berrostegieta - Castillo-Gaztelu - Eskibel - Gardelegi - Gometxa - Lasarte - Lermanda - Margarita - Mendiola - Monasterioguren - Subijana de Alava - Zuazo de Vitoria-Zuhatzu - Zumeltzu-Zumelzu |